# Wiggis
Der Wiggis ist mit einer Höhe von 2282 Metern und vor allem mit seiner Lage nahe dem Hauptort einer der bedeutendsten Berge des Schweizer Kantons Glarus.
Das Gipfelpaar Wiggis und Rautispitz wird vom Tal als ein zusammenhängendes Massiv wahrgenommen. Das entspricht aber nicht den Tatsachen, denn sobald man sich ins nordwestlich gelegene Tal der Rautialp begibt, stellt man fest, dass der Wiggis das östliche Ende einer ganzen Bergkette mit Gumenstock (2256 m) und Schijen (2259 m, 2,6 Kilometer westlich des Wiggis) und deshalb gegen den Rautispitz mit einer Felswand abgegrenzt ist.
Markant im Südosten vor dem Gipfel in Richtung Netstal/Glarus steht die Höchnase.
In der Westflanke des Wiggis, über dem Klöntalersee, liegt die Alp Aueren, auf welcher im Jahre 1799 die französische gegen die Armee des russischen Generals Suworow kämpfte. Bezeugt ist, dass die Soldaten nicht nur durch Bajonette umkamen, sondern auch durch Sturz über die Felsen.
Der Wiggis ist auch auf den Fotos der urdemokratischen Glarner Landsgemeinde oft zu sehen.

## Zustieg
Wiggis und Rautispitz zählen zu den klassischen Zielen im Bergwanderwegnetz des Kantons Glarus. Ausgangspunkt für die Besteigung ist Netstal, dessen Bahnhof auf 458 Metern liegt. Ein Alpweg führt im Wald über einer ins Klöntal abfallenden Felswand zu der erwähnten Alp Aueren. Von dort führt ein steiler Bergweg auf den obersten Bergrücken. Alternativ wird bei trockenen Bedingungen der Aufstieg über den Rautispitz und die leicht ausgesetzte Wiggisnase begangen. Der Ausgangspunkt hierfür ist der Obersee.
Auf der Bergspitze verläuft die Gemeindegrenze zwischen Glarus Nord und Glarus (früher zwischen Näfels und Netstal).

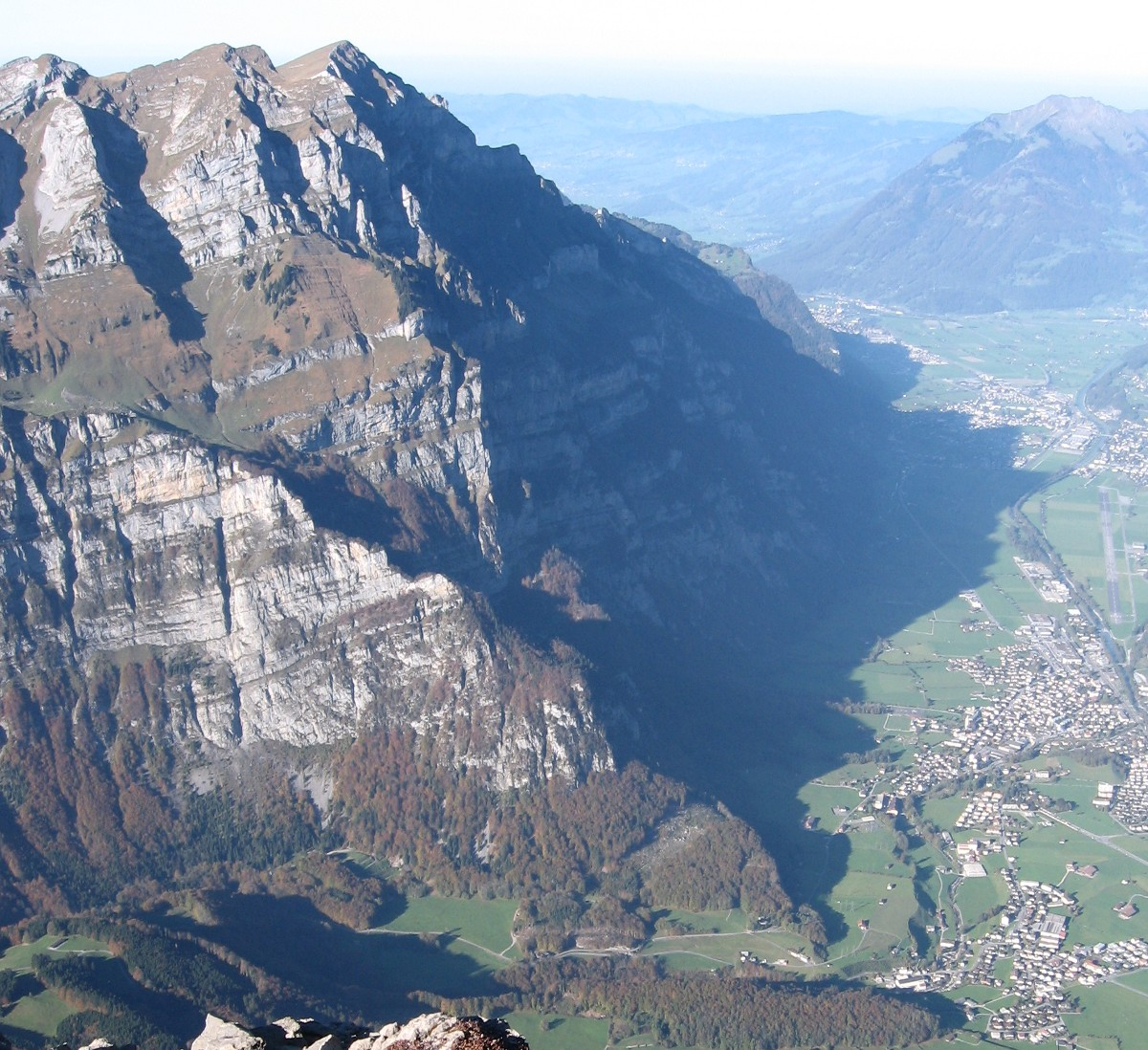
Wiggis von Süden; Zustieg von Netstal (rechts) via Wald auf der Felswand zur Alp Aueren am linken Bildrand
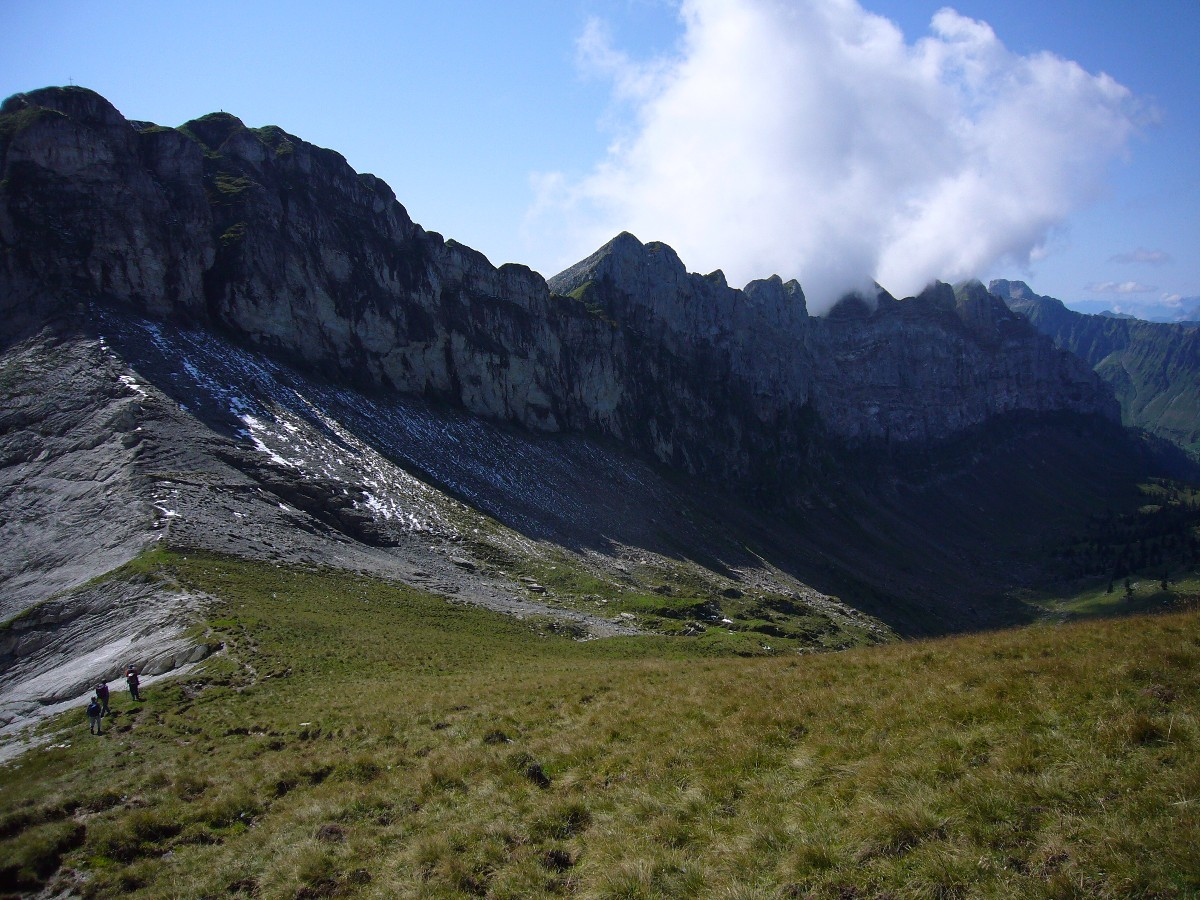
Der Wiggis ganz links mit der Kette in Richtung Schijen
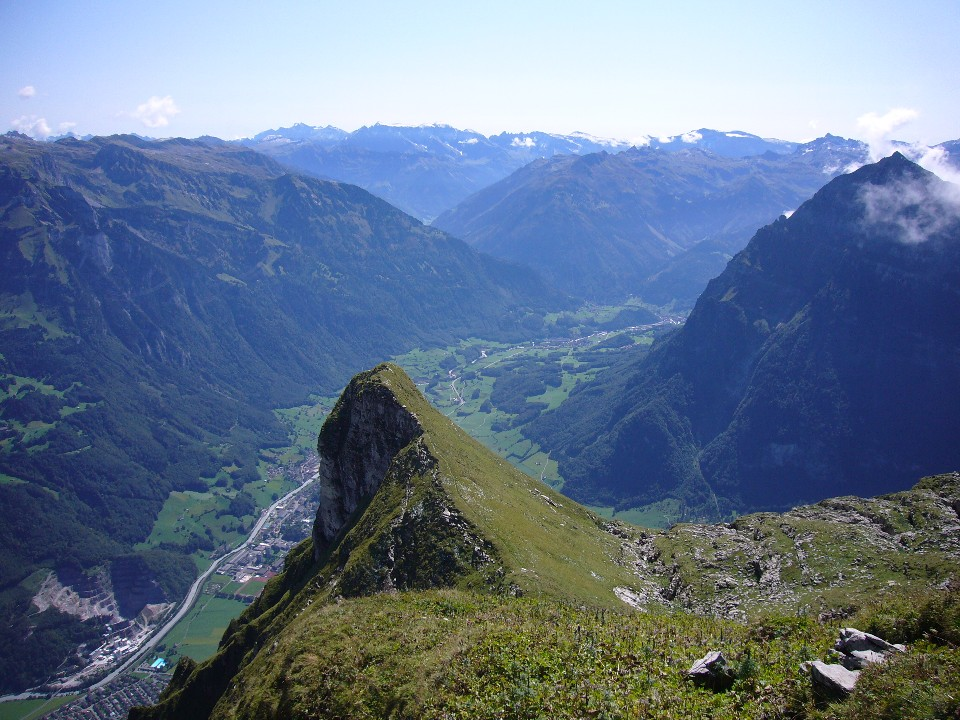
Die Höchnase vor dem Hauptort Glarus
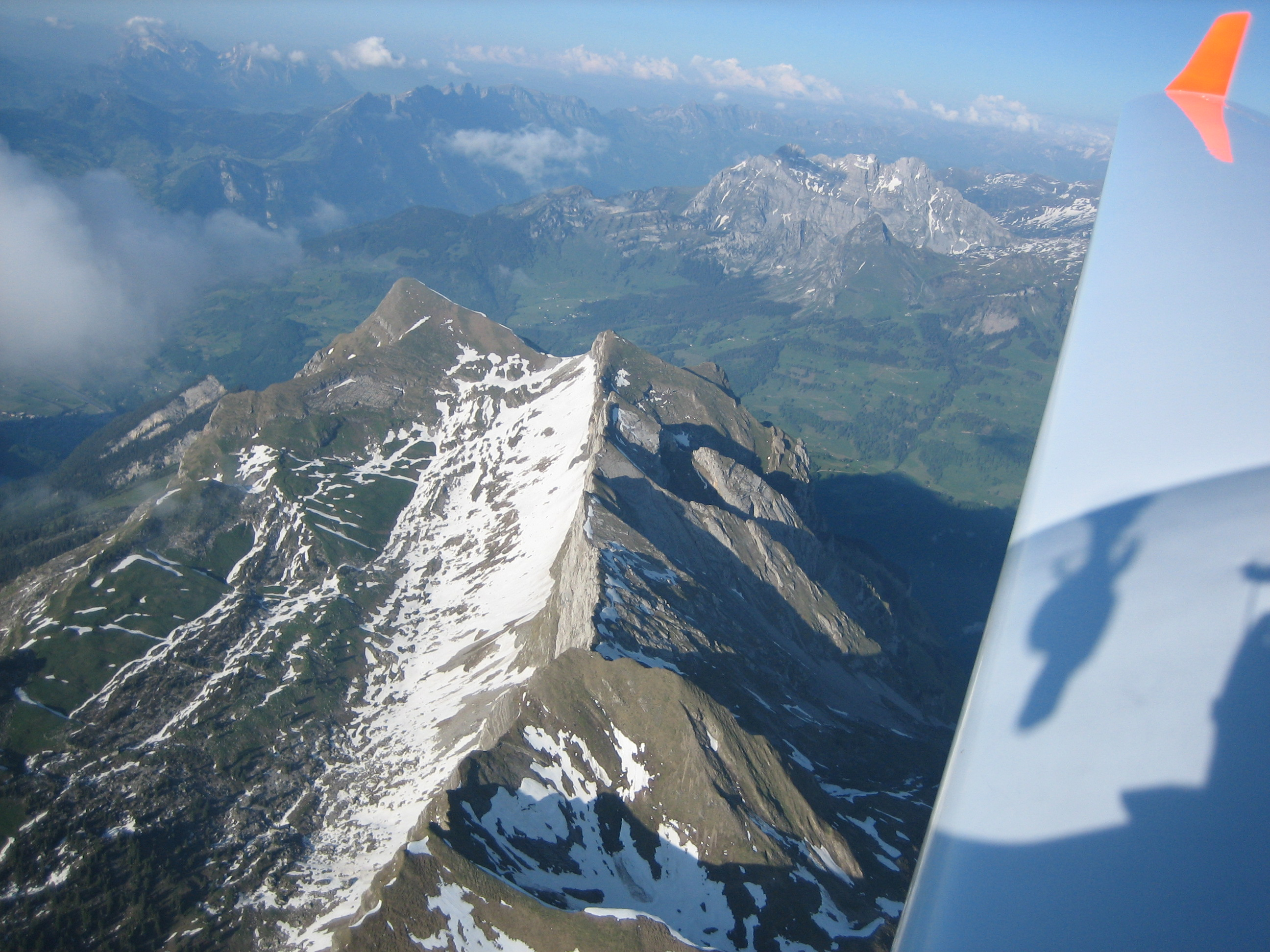
Rautispitz links und Wiggis am Ende der Gratlinie aus Westen aus dem Flugzeug aufgenommen

Nach dem Wiggis ist das Einkaufscenter «Wiggispark» in Netstal benannt.